# Прыжки с трамплина на Азиатских играх
Соревнования по прыжкам с трамплина проводятся на зимних Азиатских играх начиная с 2003 года (кроме Игр 2007 года) только для мужчин. На Играх 1986, 1990 и 1996 годов проводились демонстрационные соревнования по прыжкам с трамплина.

## Виды соревнований
|                             | 1986 | 1990 | 1996 | 2003 | 2011 | 2017 | Годы |
| --------------------------- | ---- | ---- | ---- | ---- | ---- | ---- | ---- |
|                             |      |      |      |      |      |      |      |
| Трамплин К-98               |      |      | d    | X    | X    | X    | 3    |
| Трамплин К-125              | d    | d    |      |      | X    | X    | 2    |
| Трамплин К-98 среди команд  |      |      | d    | X    |      |      | 1    |
| Трамплин К-125 среди команд |      |      |      |      | X    | X    | 2    |
|                             |      |      |      |      |      |      |      |
| Всего                       | 0    | 0    | 0    | 2    | 3    | 3    |      |

## Призёры соревнований

### Трамплин К-98
| Год                         | Золото                     | Серебро                       | Бронза                            |
| --------------------------- | -------------------------- | ----------------------------- | --------------------------------- |
| 1996 (демо)                 | Казахстан · Дмитрий Чвыков | Казахстан · Alexandr Kolmakov | Япония · Hitoshi Sakurai          |
| 2003                        | Япония · Кадзуёси Фунаки   | Япония · Akira Higashi        | Республика Корея · Чхве Хын Чхоль |
| 2011 (средний трамплин К95) | Казахстан · Евгений Лёвкин | Япония · Кадзуя Ёсиока        | Казахстан · Радик Жапаров         |
| 2017                        | Япония · Юкия Сато         | Япония · Юкэн Иваса           | Казахстан · Сергей Ткаченко       |

### Трамплин К-125
| Год         | Золото                    | Серебро                  | Бронза                       |
| ----------- | ------------------------- | ------------------------ | ---------------------------- |
| 1986 (демо) | Япония · Jun Shibuya      | Япония · Sadao Shimizu   | Япония · Masahiko Takahashi  |
| 1990 (демо) | Япония · Kazuhiro Higashi | Япония · Takuya Takeuchi | Япония · Takao Oikawa        |
| 2011        | Япония · Кадзуя Ёсиока    | Япония · Кадзуёси Фунаки | Казахстан · Николай Карпенко |
| 2017        | Япония · Наоки Накамура   | Япония · Юкэн Иваса      | Казахстан · Марат Жапаров    |

### Трамплин К-98 среди команд
| Год         | Золото                                                                       | Серебро                                                                               | Бронза                                                                          |
| ----------- | ---------------------------------------------------------------------------- | ------------------------------------------------------------------------------------- | ------------------------------------------------------------------------------- |
| 1996 (демо) | Казахстан                                                                    | Япония                                                                                | Китай · Liu Shuming · Pu Xuefeng · Wang Shuanglong · Xu Xingwang                |
| 2003        | Республика Корея · Ким Хён Ги · Чхве Хын Чхоль · Чхве Ён Джик · Кан Чхиль Гу | Япония · Akira Higashi · Yuta Watase · Yasuhiro Shibata · Кадзуёси Фунаки             | Казахстан · Радик Жапаров · Павел Гайдук · Максим Полунин · Станислав Филимонов |
| 2011        | Япония · Кадзуёси Фунаки · Юхэй Сасаки · Юта Ватасэ · Кадзуя Ёсиока          | Казахстан · Алексей Королёв · Радик Жапаров · Евгений Лёвкин · Николай Карпенко       | Республика Корея · Чхве Хын Чхоль · Кан Чхиль Гу · Чхве Ён Чжик · Ким Хён Ги    |
| 2017        | Япония · Юкэн Иваса · Юкия Сато · Наоки Накамура · Масамицу Ито              | Казахстан · Сабиржан Муминов · Константин Соколенко · Марат Жапаров · Сергей Ткаченко | Республика Корея · Ли Джу Чан · Чхве Хын Чхоль · Ким Хён Ги · Чхве Со У         |

## Медальный зачёт
суммарно медали для страны во всех видах соревнований
| Место          | Страна           | Золото | Серебро | Бронза | Всего |
| -------------- | ---------------- | ------ | ------- | ------ | ----- |
| 1              | Япония           | 6      | 6       | 0      | 12    |
| 2              | Казахстан        | 1      | 2       | 5      | 8     |
| 3              | Республика Корея | 1      | 0       | 3      | 4     |
| Всего стран: 3 | Всего стран: 3   | 8      | 8       | 8      | 24    |